# Mario Segale

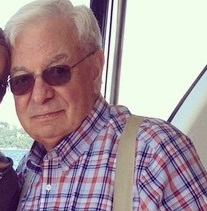
Uma das únicas fotos de Segale adulto disponíveis na internet

Mario Arnold Segale (30 de abril de 1934 — 27 de outubro de 2018) foi um empresário e promotor imobiliário estadunidense. Esteve envolvido em vários projetos de desenvolvimento em Seattle desde a década de 1950. O personagem Mario da Nintendo faz referência a ele.

## Sucesso nos negócios
Sua empresa, a M. A. Segale Inc., uma companhia de asfalto e construção, foi vendida por sessenta milhões de dólares em 1998 para um grupo irlandês de materiais e construção. Mario Segale e seu filho Marcos também se envolveram em outros empreendimentos.

## Legado de Mario à Nintendo
Em 1981, a Nintendo alugava um dos armazéns de Segale, que era usado como sua sede americana. Embora em dificuldades, a empresa se preparava para o grande lançamento na América do Norte de um novo jogo de arcade, Donkey Kong. De acordo com uma história que se difundiu bastante à época, a empresa acabou não pagando o aluguel do armazém, o que levou a uma raivosa visita de seu senhorio, Segale. Depois de uma acalorada discussão, Segale, por fim, aceitou a promessa do presidente da Nintendo da América Minoru Arakawa de que o aluguel seria pago em breve, e foi embora. De acordo com a história, Arakawa e outros desenvolvedores posteriormente imortalizaram Segale renomeando o protagonista de Donkey Kong, anteriormente conhecido como "Jumpman", para "Mario".
Esta história foi publicada pela primeira vez em 1993 no livro Game Over de David Sheff (porém, devido a um erro de ortografia neste livro, por anos, o seu último nome foi escrito Segali). Mais tarde ela apareceu em The Ultimate History of Video Games em 2001. Posteriormente a história se espalhou amplamente pela Internet. Em 2015, a Nintendo confirmou que seu personagem Mario de fato deve seu nome a Segale. Certa vez Segale disse ao The Seattle Times , em uma rara entrevista, "Pode-se dizer que ainda estou esperando os pagamentos de direitos (royalties)."

## Notável contribuição à história política
Um estudo de 2004 do The Seattle Times indicou que Segale foi um dos cinquenta maiores financiadores políticos no Estado de Washington. No total, Segale e seu filho Marcos, doaram mais de noventa mil dólares para candidatos e organizações democratas entre 2000 e 2007. Algumas dessas contribuições foram para eleger funcionários que trabalhariam na legislação de segurança em uma proposta de uma empresa de Segale.

## Morte
Segale morreu em 27 de outubro de 2018, deixando esposa, quatro filhos e nove netos.